# 張元素
張元素（1151年—1234年），字潔古，晚號潔古老人，易州（即今河北省易縣）人，金代中醫師
，深通药理学，善医伤寒，善于化裁古方，以及善于创新。八歲試童子舉，二十七歲試經義進士。因為犯了廟諱而落第，棄仕學醫。
张元素约与金代另一名医刘完素同时代。刘完素病伤寒，八日不愈，头痛脉紧，令他不知所措。张元素前去探望，刘完素看不起他，面壁不顾。张元素不但断準其病，且指出用药不当，致使刘完素信服。后按张元素意见用药遂癒，自此張氏名声大振。
張氏深入研究《內經》等醫學經典，並且學習了張仲景、王叔和、孫思邈、錢乙等人的醫學，完善了中藥昇降浮沉理論，開創了金元時期的「易水學派」。他对药物气味的升降作用，和药物的归经，有独特见解。
他的代表著作有《醫學啟源》三卷、《珍珠囊》一卷、《臟腑標本寒熱虛實用藥式》、《潔古刺諸痛法》、《醫方》、《藥注難經》、《潔古本草》等等。
其子張璧也是醫學家。
其生年有争议，有研究认为1130年左右，易州五廻县军士村人，死后葬于易县张氏祖茔。

## 著名弟子
- 李杲[3]

## 延伸阅读
[在维基数据编辑]
 在维基文库阅读此作者作品
 《金史·卷131》，出自脱脱《遼史》

## 外部連結
- 張元素方 （页面存档备份，存于） 中藥方劑像數據庫  (香港浸會大學中醫藥學院) （中文）（英文）
- 醫學啟源 （页面存档备份，存于） 中藥方劑像數據庫  (香港浸會大學中醫藥學院) （中文）（英文）